# Logan (film)
Logan er en amerikansk superheltefilm om Marvel Comics-figuren Wolverine, instrueret af James Mangold. Filmen er den sidste i serien med Hugh Jackman i hovedrollen. Det er efterfølgeren til X-Men Origins: Wolverine og The Wolverine, samt den tiende del i X-Men-filmserien. Den er delvist baseret på tegneseriealbummet Old Man Logan af Mark Millar og Steve McNiven.

## Medvirkende
- Hugh Jackman som Logan / Wolverine
- Patrick Stewart som Charles Xavier / Professor X
- Dafne Keen som Laura Kinney / X-23
- Boyd Holbrook som Donald Pierce
- Stephen Merchant som Caliban
- Elizabeth Rodriguez som Gabriela
- Richard E. Grant som Dr. Zander Rice
- Eriq La Salle som Will Munson
- Elise Neal som Kathryn Munson
- Quincy Fouse som Nate Munson